# A Very Supernatural Christmas
"A Very Supernatural Christmas" (no Brasil, "Um Natal Muito Sobrenatural") é o oitavo episódio da terceira temporada da série de televisão de fantasia e terror Supernatural, exibida originalmente nos Estados Unidos pelo canal The CW. A narrativa segue os protagonistas da série Sam (Jared Padalecki) e Dean Winchester (Jensen Ackles) enquanto eles enfrentam um casal de deuses pagãos (Spencer Garrett e Merrilyn Gann) que anualmente levam sacrifícios humanos.
Escrito por Jeremy Carver e dirigido por J. Miller Tobin, o episódio foi intencionado o a ser "o mais violento especial de Natal na história da televisão". Flashbacks foram adicionados ao enredo quando a história principal estava curta, permitindo que os escritores expandisse sobre as infâncias de um jovem Sam (Colin Ford) e Dean (Ridge Canipe).
Enquanto os críticos elogiaram universalmente as sequências de flashback e as performances de Ford e Canipe, eles tiveram opiniões diferentes do enredo principal.

## Produção

### Roteiro

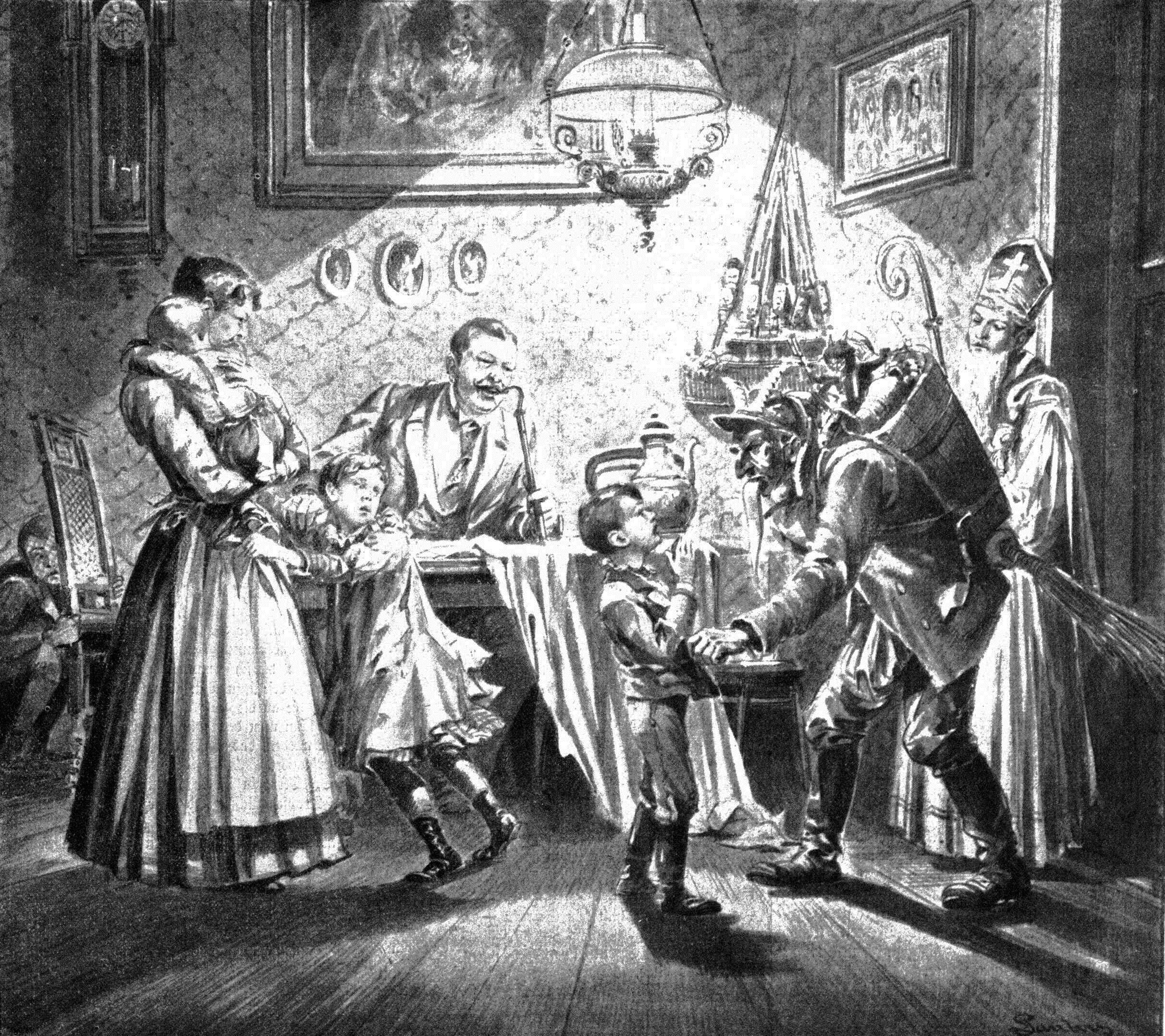
Krampus, um anti-Papai Noel, é mencionado no episódio.

Um fã de especiais de Natal de televisão, o criador da série Eric Kripke queria fazer "o mais violento especial de Natal na história da televisão". O mito do anti-Papai Noel - uma antítese do mal de Noel que "enche suas vítimas em sacos e os leva para comê-los" - tornou-se a inspiração do episódio. No entanto, os escritores ficaram hesitantes em estabelecer a criatura como um anti-Noel porque implicaria a existência de um verdadeiro Papai Noel na série. Para remediar o dilema, eles incorporaram a mitologia do deus pagão Hold Nickar, que geralmente é acreditado para ser o precedente de Noel. Kripke orgulhosamente observou que a tradição é "uma das [mais] precisas", já que a maioria das tradições de Natal tem origens pagãs.
Embora o episódio em si tenha sido escrito por Jeremy Carver, a equipe de escrita contribuiu suas ideias para o enredo. Dentro de cinco minutos de debate, eles previram três cenas que eles tinham que fazer: o teaser, onde um avô fingindo ser Noel é puxado para cima da chaminé e abatido; um menino testemunhando o vilão vestido de Noel brutalmente matando seu pai e depois comendo um dos biscoitos para Noel; e os Winchesters matando alguém com uma árvore de Natal.

### Flashbacks
O esboço inicial do roteiro se concentrou unicamente nas tentativas dos irmãos de matar os deuses pagãos; Quando o episódio veio até aqui, Edlund sugeriu a adição de flashbacks à infância de Sam e de Dean. O meio narrativo forneceu duas revelações: as origens do colar de Dean, e o "início do distanciamento de Sam de seu pai e seu adoctrinamento no mundo sobrenatural". Kripke observou que a equipe adora mergulhar na infância dos Winchesters, e considerou "uma boa oportunidade demais para deixar passar" para poder descrever como Sam "perdeu a inocência". O ator mirim Ridge Canipe reprisou seu papel como um jovem Dean, enquanto Colin Ford fez sua estreia como um jovem Sam. Ford não tinha visto a série antes de sua audição, mas assistiu a primeira temporada para pesquisar seu personagem.

### Tema de Natal
A filmagem principal ocorreu em Vancouver, Columbia Britânica, e muitos visuais foram influenciados pelo tema do feriado. O "muito festivo e tons quentes de Natal" da casa dos Carrigans foram projetados pelo cenógrafo Jerry Wanek para criar um contraste com a "pequena queima de carvão e velho motel" dos irmãos. Diane Widas criou os figurinos, e se divertiu fazendo os suéteres de Natal dos Carrigans "muito acanhados"; camisola de Edward seria originalmente "acima do topo" com bonecos de neve 3D. Como Noel e seus elfos trabalhavam em um "parque temático muito pequeno", os elfos recebiam figurinos "mal ajustados"; embora novos, eles foram alterados para parecer "pobre". A aparência "suja" do Papai Noel refletia seu estado de embriaguez.
Apesar do enredo sombrio, Kripke achou importante manter as "armadilhas de ... um especial de Natal realmente alegre e tradicional". O título de fiação "Uma Apresentação Especial" no início do episódio foi usado pela CBS na década de 1980, e Kripke foi inflexível em incluí-lo. Embora fosse muito difícil encontrar quem criou, eles finalmente receberam permissão. Mantendo-se ao tema do feriado, o episódio rejeitou a trilha sonora usual de rock-heavy, em vez disso apresentando canções de Natal refeitas em diferentes estilos pelo compositor Jay Gruska.

### Efeitos
Cenas de efeitos visuais são muitas vezes produzidas, mas em última análise não utilizadas, e o episódio não foi excepção. Depois que Madge é morto, o roteiro descreve Edward como gritando seu nome "em toda a sua glória como deus". O departamento de efeitos visuais interpretou isso literalmente, e fez com que ele se transformasse em uma criatura árvore, "toda de madeira e retorcida". No entanto, foi considerado "um pouco demais no nariz".

## Enredo
Enquanto o episódio abre, um homem visita seu neto para o Natal em Seattle, Washington. Ele se veste como Papai Noel, mas é puxado para cima da chaminé e abatido por uma figura misteriosa. Um ano depois, Sam (Padalecki) e Dean Winchester (Ackles) se apresentam como agentes do FBI para investigar um desaparecimento em Ypsilanti, Michigan. A descoberta de um dente ensanguentado na lareira leva Sam a suspeitar que uma versão maligna de Noel—muitas lendas do mundo falam daqueles que punem os ímpios durante o Natal - está em atividade. Enquanto os irmãos pesquisam a cidade e debatem sobre se querem celebrar o Natal naquele ano - Dean insiste enquanto Sam recusa - outro homem é levado por um ser de Noel. Após a investigação no dia seguinte, Sam percebe que ambas as famílias têm a mesma coroa sobre suas lareiras. A coroa de flores é encontrada sendo feita de pradaria, uma erva frequentemente usada em rituais pagãos para atrair deuses a um sacrifício humano, o que leva Sam a acreditar que eles estão lidando com Hold Nickar, o deus do solstício de inverno. Dean mais tarde admite que quer celebrar o Natal, uma vez que será sua última chance - seu pacto demoníaco com um demônio em "All Hell Breaks Loose, Parte Dois" só o deixou com um ano de vida. Sam responde que ele não pode sentar em torno de comemorar e fingir que tudo está bem, sabendo que Dean não estará vivo no próximo Natal.
Outras investigações e pesquisas levam os irmãos a Edward (Garrett) e Madge Carrigan (Gann), um casal aparentemente perfeito que Dean mais tarde se refere como "Ozzie e Harriet"; os criadores das grinaldas dos prados, os Carrigans viviam em Seattle um ano antes. Percebendo que o casal é realmente deuses pagãos, Sam e Dean irrompem em sua casa, encontrando restos humanos no porão. No entanto, eles são capturados pelos Carrigans e amarrados em cadeiras na cozinha. Os deuses revelam que eles têm tentado se misturar à sociedade humana, reduzindo seus sacrifícios anuais a apenas alguns. Eles começam a preparar Sam e Dean para serem sacrificados, mas são interrompidos por um vizinho na porta da frente. Quando os Carrigans retornam, eles descobrem que os irmãos se libertaram. Sabendo que os deuses podem ser mortos pela madeira verde, Sam e Dean apunhala eles até a morte com galhos da árvore de Natal. Mais tarde, Dean se surpreende ao descobrir que Sam decorou seu quarto de motel com parafernália de Natal. Eles trocam presentes, todos que foram comprados do posto de gasolina local, e felizmente assistem a um jogo de futebol na TV.
Ao longo do episódio, os flashbacks retratam um jovem Sam (Ford) e Dean (Canipe) na véspera de Natal de 1991; com seu pai em uma caça, os irmãos estão ficando sozinhos em um quarto de motel até que ele retorna. Como Sam envolve um objeto que ele obteve de Bobby Singer como um presente para seu pai, ele começa a questionar Dean sobre o que seu pai está fazendo. Embora Dean o tire, Sam revela que leu o jornal de caça de seu pai. Dean concorda, e confirma que seu pai caça monstros. Esta revelação aterroriza Sam, que teme que os monstros venham atrás deles. Mais tarde naquela noite, Dean acorda Sam e afirma que seu pai retornou brevemente e deixou presentes. Quando os presentes de Sam acabam sendo uma boneca Barbie e um bastão brilhante, Dean admite que os roubou de uma casa próxima. Apesar disso, Sam aprecia o que Dean tentou fazer por ele, e lhe dá o presente do pai deles - o amuleto que Dean usou desde então.

## Recepção
Em sua primeira transmissão, o episódio foi assistido por 3,02 milhões de espectadores. Ele recebeu revisões mistas dos críticos. Julie Pyle do Airlock Alpha "realmente gostou" do episódio "bem dirigido, bem escrito" e "[gargalhou] com alegria antecipando cada pesadelo horrível de Natal". Embora continuasse sua crítica da iluminação mais brilhante da terceira temporada, ela o considerou no geral "outra tradição de Natal para assistir todos os anos com nossos DVDs de A Charlie Brown Christmas". Tina Charles da TV Guide apreciou o monstro da semana, mas foi "viciada" nas histórias dos irmãos. Ela observou que a escolha de Ford como o jovem Sam foi "perfeita", e sentiu que o desempenho de Canipe como o jovem Dean havia melhorado desde sua aparição anterior na primeira temporada. Da mesma forma, Maureen Ryan do Chicago Tribune o chamou de uma das "jóias" da terceira temporada. No entanto, Karla Peterson do The San Diego Union-Tribune discordou, e deu ao episódio um C-. Enquanto ela gostou das sequências de flashback e elogiou Canipe e Ford por suas "ferozes pequenas performances", Peterson postulou que o enredo principal "parecia bofetadas" e o ritmo "se sentiu lento". Em geral, ela descobriu que era "o seu bolo de frutas básico da TV - uma densa combinação de diálogo meio assado e histórias velhas repletas de pedaços de sentimentalismo".